# Maria Filomena Molder
Maria Filomena Guerreiro Vieira Molder (Lisboa, 1950), mais conhecida por Maria Filomena Molder, é uma filósofa portuguesa, investigadora e professora catedrática de Estética.

## Biografia
Molder nasceu em Campo de Ourique em 1950 e cresceu no Restelo, em Lisboa.
Molder frequentou o Liceu Rainha Dona Leonor, actualmente Escola Secundária Rainha Dona Amélia, onde começou a estudar filosofia, aos 15 anos.
No mesmo ano, teve aulas de dança no Conservatório e posteriormente no Teatro Nacional de São Carlos, que interrompeu aos 17 anos, devido a um problema de saúde, por ter tido uma primo-infecção. Com essa idade ainda, coreografou e dançou Le Sacre du Printemps de Stravinsky, inserido num um espectáculo de teatro, canto e dança contemporânea, com a irmã mais nova, Maria do Carmo e colegas da faculdade. Tendo sido inicialmente censurada e impedida de se apresentada em liceus, finalmente estreou no claustro do Mosteiros dos Jerónimos, com o apoio do padre Felicidade Alves, bastante activo politicamente.
Conheceu o artista Jorge Molder com 18 anos, com quem casou e teve duas filhas, ambas artistas, Catarina Molder, cantora lírica, e Adriana Molder, artista plástica.

## Percurso
Molder frequentou o mestrado em Filosofia, na Faculdade de Ciências Sociais e Humanas e foi discípula de Fernando Gil, que sucessivamente virá a ser orientador da sua tese de doutoramento sobre o autor alemão Goethe. Centrando-se em questões que reflectem interesses de investigação por questões morfológicas, Molder conclui o doutoramento em Filosofia em 1992 com uma tese titulada O Pensamento Morfológico de Goethe (INCM, Lisboa, 1995).
O seu inicio como professora começa com o ensino da Filosofia Medieval, passando em breve para Estética. Molder foi professora na Faculdade de Ciências Sociais e Humanas da Universidade Nova de Lisboa até 2013. Foi professora convidada na École des Hautes Études en Sciences Sociales, Paris (2011); membro do Conselho Científico do Collège International de Philosophie em Paris (2003-2006/2006-2009), do Groupe International de Recherches sur Nietzsche (GIRN), e do Instituto de Filosofia da Universidade Nova de Lisboa (Ifilnova).
Desde 1978, Maria Filomena Molder tem escrito extensivamente sobre estética para revistas filosóficas e literárias. A partir de 1980, Molder tem participado em inúmeras conferências, congressos e encontros, tanto em Portugal como noutros países. Enquanto investigadora, tem publicado em inúmeras publicações científicas e desde 1984, Maria Filomena Molder tem sido também autora de textos para catálogos de artistas e outras publicações sobre arte de forma abrangente.
Admiradora da escritora portuguesa Agustina Bessa-Luís, expressa também na sua participação ao Colóquio internacional dedicado à autora em 2018, no UTAD,
Molder é contra o acordo ortográfico desde 1986.
Molder, junto com Nélio Conceição e Nuno Fonseca, foi também co-autora e locutora do «Ruas de sentido único» (Antena 2, Maio-Julho 2019), um programa de rádio em treze episódios, no âmbito do projecto de investigação financiado pela Fundação Ciência e Tecnologia, do qual é coordenadora, «Fragmentação e Reconfiguração: a experiência da cidade, entre arte e filosofia», (2018-2021).

## Obra
Molder é uma das filósofas mais lidas em Portugal. Em 2016 escreveu Rebuçados Venezianos, uma recolha de ensaios, baseados no trabalho de artistas plásticos, tais como Louise Bourgeois, Lourdes Castro, Antony Gormley e Vieira da Silva. Em 2017 publicou Dia Alegre, Dia Pensante, Dias Fatais (Relógio d’ Água), uma compilação de ensaios sobre poetas, que abre com um texto sobre um desenho que a sua mãe fazia e que sempre a deixou perplexa, em forma de homenagem.
Molder publicou também diversos artigos científicos sobre estética publicados em revistas de filosofia e de literatura, tais como Filosofia e Epistemologia, Prelo, Análise, Revista Ler, Sub-Rosa, A Phala, Internationale Zeitschrift für Philosophie, Philosophica, Belém, Dedalus, Intervalo, Rue Descartes, Chroniques de Philosophie, La Part de l’Oeil, Cadernos Nietzsche, Lettre International, Diaphanes.
Para além disso, também colaborou na edição de textos de catálogos e outras publicações sobre arte e artistas, portugueses e estrangeiros, entre os quais, Jorge Martins, Ruy Leitão, Rui Chafes, Helena Almeida, Ana Vieira, Luísa Correia Pereira, Julião Sarmento, Rui Sanches, António Sena, José Pedro Croft, Bernard Plossu, Juan Muñoz, Noronha da Costa, Antony Gormley, Louise Bourgeois, Francisco Tropa, Amadeo de Souza-Cardoso, Alberto Giacometti e Alexandre Conefrey.

Livros 
- 2020 - O Absoluto que Pertence à Terra, Edições do Saguão [11]

- 2017 - Dia Alegre, Dia Pensante, Dias Fatais, Relógio d’Água, Lisboa.

- 2017 - Cerimónias, Chão da Feira, Belo Horizonte.

- 2016 - Depósitos de Pó e Folha de Ouro, Lumme Editor, São Paulo.

- 2016 - Rebuçados Venezianos, Relógio d’Água, Lisboa.

- 2014 - O Perseguidor das Sombras, Lumme Editor, São Paulo.

- 2014 - As Nuvens e o Vaso Sagrado, Relógio d’Água, Lisboa.

- 2011 - O Químico e o Alquimista. Benjamim Leitor de Baudelaire, Relógio d’Água, Lisboa.

- 2009 - Símbolo, Analogia e Afinidade, Edições Vendaval, Lisboa.

- 2005 - O Absoluto que Pertence à Terra, Edições Vendaval, Lisboa.

- 2003 - A Imperfeição da Filosofia, Relógio d’Água, Lisboa.

- 1999 - Matérias Sensíveis, Relógio d’Água, Lisboa.

- 1999 - Semear na Neve. Estudos sobre Walter Benjamin, Relógio d’Água, Lisboa.

- 1995 - O Pensamento Morfológico de Goethe, IN-CM, Lisboa.

## Reconhecimentos e Prémios
Em 2000, recebeu o Prémio P.E.N. Clube Português de Ensaio, pelo livro Semear na Neve. Estudos sobre Walter Benjamin, atribuído à melhor obra publicada no ano anterior na modalidade de Ensaio, desde 1981.
Em 2012, volta a receber outro Prémio P.E.N. Clube Português de Ensaio, pelo livro O Químico e o Alquimista. Benjamim Leitor de Baudelaire. 
Em 2017, a Associação Internacional de Críticos de Arte (AICA) e a Fundação Carmona e Costa (FCC), na sua terceira edição, atribuíram o 1º Prémio de Crítica e Ensaística de Arte e Arquitetura para o biénio 2015/2016, ao seu livro Rebuçados Venezianos.
Ganhou o Prémio de Ensaio Jacinto do Prado Coelho, categoria ensaio, atribuído pela Associação Portuguesa dos Críticos Literários, em 2021, com o livro O Absoluto que Pertence à Terra. 